# Will Lavender
Will Lavender (Somerset, 1977) è uno scrittore statunitense.

## Biografia
Nel 2008 ha pubblicato il romanzo Obbedienza (Obedience), best seller nella classifica del New York Times. Nel 2011 ha pubblicato il romanzo La cella del male (Dominance).

## Opere
- 2008 – Obbedienza (Obedience)
- 2011 – La cella del male (Dominance)